# Anypodetus nigrifacies
Anypodetus nigrifacies är en tvåvingeart som beskrevs av Ricardo 1925. Anypodetus nigrifacies ingår i släktet Anypodetus och familjen rovflugor.
Artens utbredningsområde är Moçambique. Inga underarter finns listade i Catalogue of Life.